# 国立精神・神経医療研究センター
国立研究開発法人国立精神・神経医療研究センター（こくりつせいしん・しんけいいりょうけんきゅうセンター、英語: National Center of Neurology and Psychiatry, NCNP）は、日本の厚生労働省所管の国立研究開発法人で、国立高度専門医療研究センター（ナショナルセンター）である。2010年4月、「高度専門医療に関する研究等を行う独立行政法人に関する法律」に基づき、厚生労働省所管の施設等機関であった旧国立精神・神経センターが組織移行する形で発足した。
平成29年度の科学研究費助成事業(過去5年間の新規採択の累積数)では精神神経科学分野で国内3位、神経内科学分野で国内7位、神経化学・神経薬理学分野で国内9位に位置付けられており、精神・神経分野における日本トップクラスの研究機関である。
多発性硬化症や亜急性硬化性全脳炎、筋疾患で国内1位の治療実績を持ち、てんかんの治療実績でも国内2位にランクインする日本トップの神経疾患専門病院である国立精神・神経医療研究センター病院(NCNP病院)を併設している。
高度専門医療に関する研究等を行う独立行政法人に関する法律第3条第3項では、目的を「精神疾患、神経疾患、筋疾患及び知的障害その他の発達の障害に係る医療並びに精神保健に関し、調査、研究及び技術の開発並びにこれらの業務に密接に関連する医療の提供、技術者の研修等を行うことにより、国の医療政策として、精神・神経疾患等に関する高度かつ専門的な医療及び精神保健の向上を図り、もって公衆衛生の向上及び増進に寄与すること」としている。

## 機能
- 精神障害・神経疾患・筋疾患・知的障害・その他発達障害に関する
  - 診断
  - 治療
  - 調査研究
  - 技術者の研修
- 精神保健に関する
  - 調査研究
  - 技術者の研修

## 組織

### 病院（NCNP病院）
診療科
- 精神科
- 脳神経内科
- 脳神経外科
- 小児神経科
- 整形外科
- 心療内科
- 消化器科
- 循環器科
- 麻酔科
- 総合内科
- リハビリテーション科
- 歯科
- 外科

### 神経研究所
- 疾病研究第一部
- 疾病研究第二部
- 疾病研究第三部
- 疾病研究第四部
- 疾病研究第五部
- 疾病研究第六部
- 疾病研究第七部
- 診断研究部
- 微細構造研究部
- 遺伝子疾患治療研究部
- 代謝研究部
- 免疫研究部
- 遺伝子工学研究部
- モデル動物開発部
- 実験動物管理室
- ラジオアイソトープ管理室

### 精神保健研究所
- 公共精神健康医療研究部
- 薬物依存研究部
- 行動医学研究部
- 児童・予防精神医学研究部
- 精神薬理研究部
- 睡眠・覚醒障害研究部
- 精神疾患病態研究部
- 知的・発達障害研究部
- 地域・司法精神医療研究部
- ストレス・災害時こころの情報支援センター

### 運営局
- 庶務課
- 会計課
- 医事課
- 政策医療企画課

## 沿革

### 旧武蔵病院
- 1940年　傷痍軍人武蔵療養所創設
- 1945年　厚生省へ移管、国立武蔵療養所発足

### 旧国府台病院
- 1872年　東京教導団兵学寮病室創設
- 1899年　国府台衛戍病院と改称
- 1936年　国府台陸軍病院と改称
- 傷病兵士を収容
- 1945年　陸軍解体により厚生省へ移管、国立国府台病院として発足

### 神経研究所
- 1978年　国立武蔵療養所神経センター発足

### 精神保健研究所
- 1952年　国立精神衛生研究所として発足

### 精神・神経医療センター（現精神・神経医療研究センター）発足後
- 1986年　国立武蔵療養所、同神経センター、国立精神衛生研究所を統合し、国立精神・神経センターとして発足
- 1987年　国立国府台病院を統合
- 2001年　厚生労働省所管となる
- 2008年　国府台病院（千葉県市川市国府台）を「国立国際医療センター国府台病院」に組織変更、武蔵病院は「病院」となる
- 2010年　独立行政法人へ移行、国立精神・神経医療研究センターに改称
- 2015年　国立研究開発法人へ移行
- 2020年　精神保健研究所自殺総合対策推進センターの業務が一般社団法人いのち支える自殺対策推進センターに移管